# LMF (album)
LMF è l'album in studio di debutto del rapper francese Freeze Corleone pubblicato l'11 settembre 2020.

## Controversie
Nella settimana successiva alla pubblicazione dell'album si sono alzate varie polemiche in Francia per i testi filonazisti e antisemiti e per il linguaggio offensivo usato dall'italo-senegalese.

## Tracce
1. Freeze Raël – 4:28
2. Hors Ligne – 4:38
3. Scellé part.2 – 2:50
4. Tarkov – 3:50
5. Rap cathéchisme – 2:58
6. Stretch 4 – 2:54
7. Pas de refrain – 2:54
8. Big Pharma – 3:40
9. Logo Audi – 3:43
10. Moncler – 4:00
11. R.I.P. Pop Smoke – 4:18
12. L'art de la guerre – 3:39
13. Numérologie – 3:48
14. Dans les buissons – 4:44
15. Desiigner – 3:05
16. PDM – 6:05
17. Chen Laden – 3:10